# Книга путей и стран (Ибн Хордадбех)
«Книга путей и стран» (араб. كتاب المسالك والممالك‎, «Китаб ал-масалик ва-л-мамалик») — самый ранний из сохранившихся до наших дней арабских географических трактатов, составлен в IX веке почтмейстером Джибала, арабским писателем персидского происхождения Ибн Хордадбехом.

## История создания
По мнению большинства исследователей, труд создавался в два этапа: первый вариант был закончен в 846/847 году, а второй, дополненный, — не позднее 885/886 года. Данной точки зрения придерживались Н. А. Медников (1855—1918), Н. А. Караулов (1876—1937), В. Г. Васильевский (1838—1899), И. Ю. Крачковский (1883—1951), а также Рихард Хенниг. Согласно другой точке зрения, существовала только одна — последняя — редакция. Указанную точку зрения отстаивал П. Г. Булгаков (1927—1993). Сохранившийся текст известен по трём рукописям и представляет собой сокращённый вариант произведения.
Сочинение предназначалось какому-то члену аббасидской династии — вероятно, наследнику. По его просьбе Ибн Хордадбех перевёл на арабский книгу Птолемея, а к ней в качестве дополнения приложил собственный путеводитель.

## Содержание
Книга представляет собой краткое описание стран с указанием областей, дорог, торговых путей, расстояний между пунктами и сумм собираемых налогов. Обитаемый мир разделяется в соответствии с античной традицией на четыре части: Аруфи (Европу), Лубию (Ливию), Атиуфию (Эфиопию) и Аскутию (Скифию). Охвачена большая часть ойкумены от Испании до Китая и Индии. Центральное внимание уделено Халифату, имеется также подробное описание Византии, с упором на военную информацию. Встречаются популярные в арабской литературе занимательные рассказы о диковинках.
О Восточной Европе имеется спорадическая информация. Чёрное море в сочинении называется Хазарским, Каспийское — Джурджанским. Приведён интересный рассказ об арабской экспедиции к легендарной стене, запирающей народы Гога и Магога. Экспедиция стартовала из Багдада, дошла через Кавказ до Хазарии и оттуда последовала куда-то в Азию, возможно, достигнув Великой Китайской стены.
Особую ценность представляют самые ранние в арабской географии упоминания о славянах и русах. Посреди рассказа о маршрутах еврейских купцов раданитов, которые из Европы доходили до Китая, вставлено описание торгового маршрута русов. Он начинался от северных областей славян, шёл по Чёрному морю через владения Византии, затем по Дону и Волге к хазарскому городу Хамлидж у Каспийского моря, а оттуда до Джурджана и затем по суше на верблюдах до Багдада. Русы использовали славянских евнухов в качестве переводчиков и выдавали себя за христиан, чтобы платить меньшую подать. Кроме того Ибн Хордадбех при перечислении титулов правителей Земли называет славянский титул «кназ» и сообщает, что русы являются разновидностью славян.

## Оценка труда
Труд Ибн Хордадбеха пользовался большой популярностью, положив начало особому жанру книг о путях и странах. Практически все последующие географы ссылались на него. Даже те, кто критиковал учёного за слишком большую краткость, признавали ценность и достоверность собранных сведений. Наиболее близки к нему сочинения авторов X века Ибн аль-Факиха и Кудамы ибн Джафара.

## Издания на русском языке
- Ибн Хордадбех. Книга путей и стран / Пер. с арабского, коммент., исслед., указатели и карты Наили Мамедали кызы Велихановой (Велиханлы). — www.academia.edu. — Баку: Элм, 1986. — 428 с. — (Источники по истории Азербайджана). — 3000 экз. (в пер.) (Перевод выполнен на основе лейденского издания 1889 г.)
- ИБН ХОРДАДБЕХ, «Книга путей и стран». — Издания 1939 г., 1960 г. (частичные переводы книги), и 1986 г. (полное издание). (Все части этих трех изданий, включая комментарии, доступны из этой веб-страницы.)